# Język itelmeński
Język itelmeński – język paleoazjatycki używany przez Itelmenów. Klasyfikowany jest w ramach rodziny czukocko-kamczackiej, choć nie jest blisko spokrewniony z pozostałymi językami tej rodziny. Itelmeński jest jedynym językiem sklasyfikowanym jako czukocko-kamczacki południowy.
Używany jest we wschodnim skrawku Syberii – głównie w środkowej części Kamczatki – Okręgu Koriackim.
Posługuje się nim niewielka grupa w obrębie populacji Itelmenów. Jest wypierany przez język rosyjski.
W języku itelmeńskim wyodrębnia się dwa dialekty.
Piśmiennictwo od 1932 r., początkowo w alfabecie łacińskim, następnie cyrylicą. Od 1984 r. zreformowano alfabet. Literatury w tym języku nie ma.